# 阿尔韦特塔
阿尔韦特塔，是西班牙卡斯蒂利亚-拉曼恰瓜达拉哈拉省的一个市镇。总面积63平方公里，总人口64人（2001年），人口密度1人/平方公里。